# Gehyra finipunctata
Gehyra finipunctata (середньо-західна дрібноплямиста дтелла) — вид геконоподібних ящірок родини геконових (Gekkonidae). Ендемік Австралії. Описаний у 2018 році.

## Поширення і екологія
Середньозахідні дрібноплямисті дтелли мешкають на середньо-західному узбережжі Західної Австралії. Вони живуть в кам'янистих місцевостях, серед гранітних валунів і скель.